# Silvia Tortosa
Silvia Tortosa (ur. 8 marca 1947 w Barcelonie, zm. 23 marca 2024 tamże) – hiszpańska aktorka teatralna i filmowa. Od 1966 roku zagrała w ponad sześćdziesięciu filmach. Zmarła na raka 23 marca 2024 roku w wieku 77 lat.

## Wybrana filmografia
- 1966: Ciocia Carlosa w mini spódniczce
- 1968: Ojciec Coplillas, jako Rocío López
- 1972: Pociąg grozy, jako Hrabina Irina Petrovski
- 1974: Szpony Lorelei, jako Elke Ackerman
- 1977: Climax, jako panienka Laura
- 1978: Tobi, jako Marga
- 1978: Ogród Francuza, jako Amparo
- 1980: Man of Fashion
- 1983: Enigma jachtu, jako Natalia
- 1984: Playboy jest bezrobotny, jako Claudia
- 1988: Brat z kosmosu
- 1988: Onassis – najbogatszy człowiek świata, jako Claudia Muzio
- 1989: Szmaragdowa zatoka, jako Linda Wilson
- 2001: Zadzwoń, jako żona Vicente
- 2003: Czarny księżyc, jako Luisa Díaz
- 2008: Stevie, jako Carmen
- 2011: Tita Cervera. Baronowa, jako Tita
- 2013: Złe przeczucia, jako Sasha